# Karl Axel Sjöblom
Karl Axel "KAS" Sjöblom, född 19 juni 1923 på Djurö, död 25 april 1982 i Upplands Väsby, var en svensk journalist, knuten till Sveriges Radio.
Karl Axel Sjöblom var son till mästerlotsen Axel Sjöblom och Henrietta Engström. Efter studentexamen i Stockholm 1944 hade han flera kortare anställningar. Han kom till Svenska Dagbladet 1947, United Press 1948, Sveriges Radio 1949 och Canadian Broadcasting Corporation (baserad i Montréal) 1950. Därefter återkom han till Sveriges radio för vilken han gjorde utlandsprogram från 1954, arbetade för TV från 1956 och var programproducent vid dess samhällsavdelning. Som medarbetare vid Sveriges Television gjorde han bland annat uppmärksammade socialreportage. Han var också producent för bland annat det folkkära frågeprogrammet Kvitt eller dubbelt.
Karl Axel Sjöblom var gift två gånger: första gången 1950–1961 med Anna Maria Söderlind (1923–2013) och fick en dotter och son (som dog 1966). Andra gången gifte han sig 1962 med Gun Hägglund (1932–2011), dotter till Elis Hägglund och Estrid Östberg. Tillsammans fick de en dotter och en son.
Han är begravd på Skogskyrkogården i Stockholm tillsammans med föräldrarna och den avlidne sonen.